# 부속지

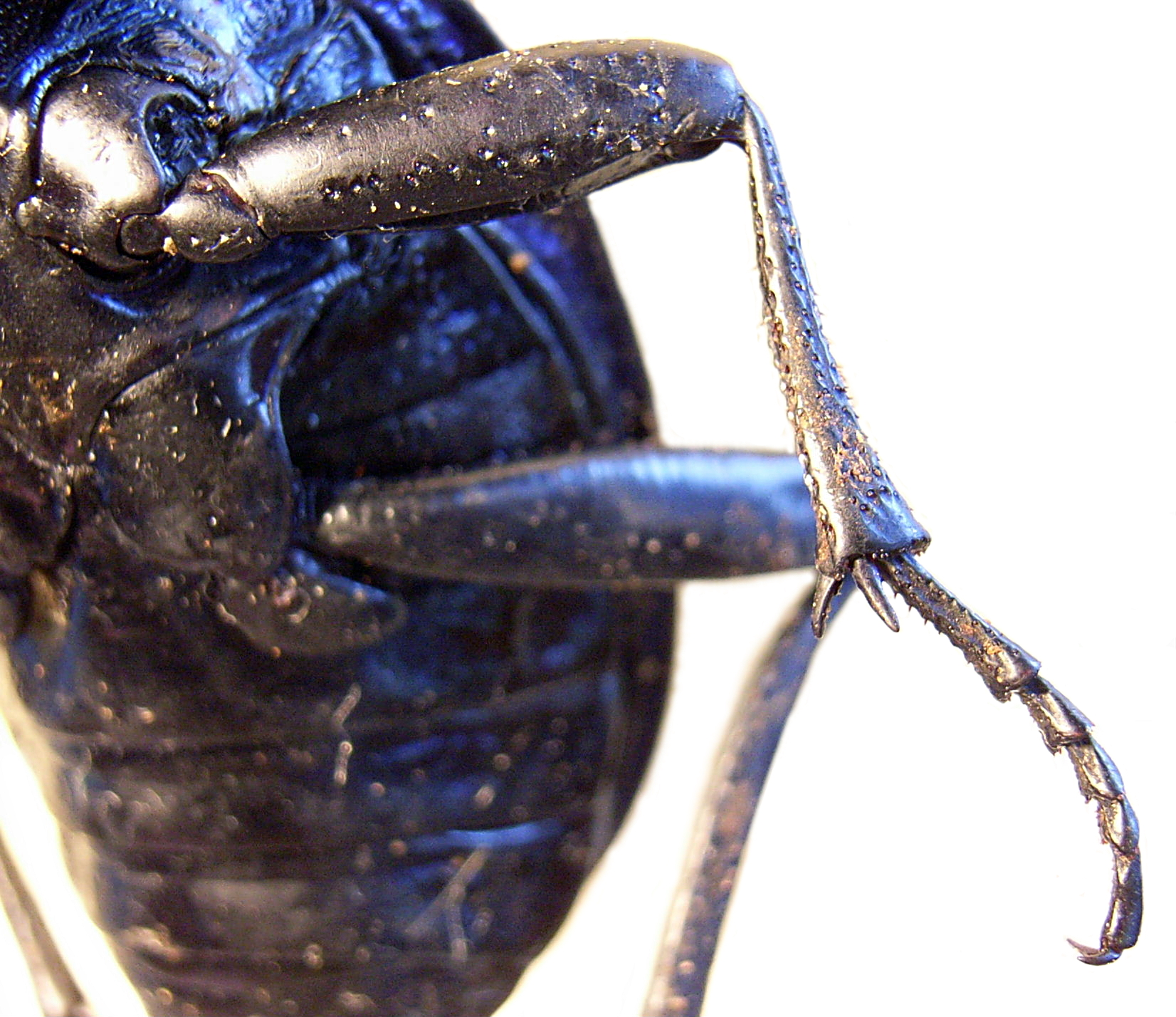
딱정벌레의 다리

무척추동물 생물학에서 부속지(appendage, outgrowth)는 유기체의 몸에서 바깥으로 돌출된, 혹은 자연적으로 연장된 몸의 일부이다.(척추동물 생물학에서는 척추동물의 사지가 예시가 될 것이다.) 부속지는 체절에서 돌출된 모든 상동하는 신체 부위로, 예를 들자면 더듬이, 구기부(아랫턱(:en:Mandible), 윗턱(:en:Maxilla), 턱다리(en:maxilliped) 등), 아가미, 걷는 다리(흉지(en:pereiopod)), 헤엄다리(유영각(en:pleopod)), 생식기관(생식지(en:gonopod)), 꼬리의 일부분(미각(en:uropod)) 따위가 있다. 보통 하나의 체절은 한 쌍의 부속지를 가진다.
부속지는 곤충, 지네처럼 마디가 없거나(uniramous), 대부분의 갑각류처럼 마디가 하나(biramous)일 수 있다. 마디가 두 개(Triramous)일 수도 있다.
모든 갑각류의 부속지는 동일한 기본구조(homologous)의 변형이며, 그 구조의 발달은 "호메오박스" 유전자로 통제된다. 과학자들은 이 유전자를 조작해서 주로 초파리 등의 동물의 부속지가 이상하게 자라나도록 했는데, 예를 들면 더듬이가 있을 곳에 돋아난 다리 따위가 있다.

## 참고 문서
- 부속지 골격(:en:Appendicular skeleton)

## 같이 보기
- 팔다리뼈대